# 尤里·西涅利希科夫
尤里·彼得罗维奇·西涅利希科夫（羅馬化：Yuriy Petrovich Sinel'shchikov；1947年9月26日—）是俄罗斯政治人物，第六届、第七届、第八届国家杜马代表。
1966年至1969年，西涅利希科夫在驻德苏军集群服役。他参加了华约对捷克斯洛伐克的入侵。从雅罗斯拉夫·穆德里国立法律大学毕业后，西涅利希科夫被任命到奥廖尔州检察官办公室，担任检察官。1987年，他开始在图西诺区检察官办公室工作。1994年，他被任命为莫斯科副检察官。1995年至2003年，他担任莫斯科第一副检察官。2004年被任命为莫斯科国立师范大学刑法学科系副教授。2011年12月4日当选第六届国家杜马代表。2016年和2021年，他再次当选第七届和第八届国家杜马代表。

## 制裁
西涅利希科夫于2022年因俄乌战争而受到英国政府制裁。